# Can't Repeat
"Can't Repeat" é um single da banda estadunidense The Offspring, lançado dia 20 de junho de 2005 pela gravadora Columbia Records.

## Faixas

### Versão 1[2]
1. "Can't Repeat"
2. "Long Way Home"

### Versão 2[4]
1. "Can't Repeat"
2. "One Hundred Punks" (cover de Generation X)
3. "Long Way Home" (ao vivo)
4. "(Can't Get My) Head Around You" (ao vivo)
5. "Can't Repeat" (videoclipe)